# Lipowy Dwór
Lipowy Dwór [pronunciación en polaco: /liˈpɔvɨ dvur/] ( en alemán: Lindenhof ) es un pueblo ubicado en el distrito administrativo de Gmina Miłki, dentro del condado de Giżycko, Voivodato de Varmia y Masuria, en el norte de Polonia. Se encuentra a unos 13 kilómetros al sureste de Giżycko y a 95 kilómetros al este de la capital regional Olsztyn.
El pueblo tiene una población de 80 habitantes.

## Residentes notables
- Paul Gratzik (nacido en 1935), autor